# Lijst van personen uit Phoenix
Dit is een lijst van bekende personen die in de Amerikaanse stad Phoenix in Arizona zijn geboren.

## A
- Ventura Alvarado (1992), voetballer

## B

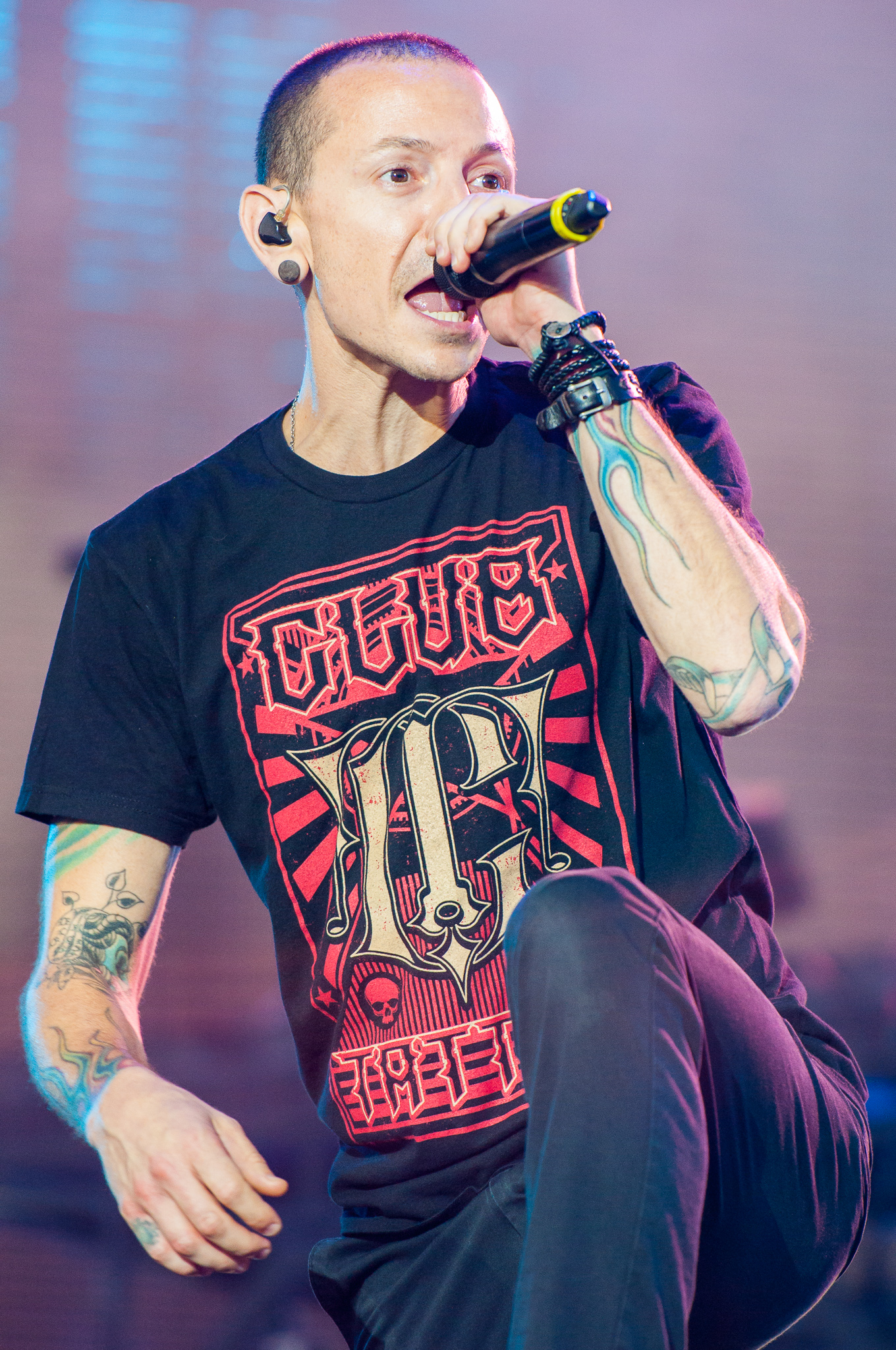
Zanger Chester Bennington (1976–2017)

- Bobby Ball (1925-1954), Formule 1-coureur
- Jaime Lyn Bauer (1949), actrice
- Rich Beem (1970), golfer
- Chester Bennington (1976-2017), zanger
- Dierks Bentley (1975), countryartiest
- Alexandra Bracken (1987), jeugdboekenschrijfster
- Jimmy Bryan (1926-1960), Formule 1-coureur

## C
- Lynda Carter (1951), actrice en zangeres
- Eddie Cheever (1958), Formule 1-coureur
- Eldridge Wayne Coleman (1943-2023), Amerikaans professioneel worstelaar, bodybuilder en NFL Football Player
- Jessi Colter (1943), countryzangeres en songwriter
- Mike Cunning (1958), golfer

## D
- Matt Dallas (1982), acteur
- Amy Davidson (1979), actrice
- Allison DuBois (1972), schrijfster en medium

## E
- Brad Evans (1985), voetballer

## F
- Robbie Findley (1985), voetballer
- George Follmer (1934), Formule 1-coureur

## G
- Barry Goldwater (1909-1998), politicus

## H
- Bobby Hart (1939), zanger
- Amelia Heinle (1973), actrice

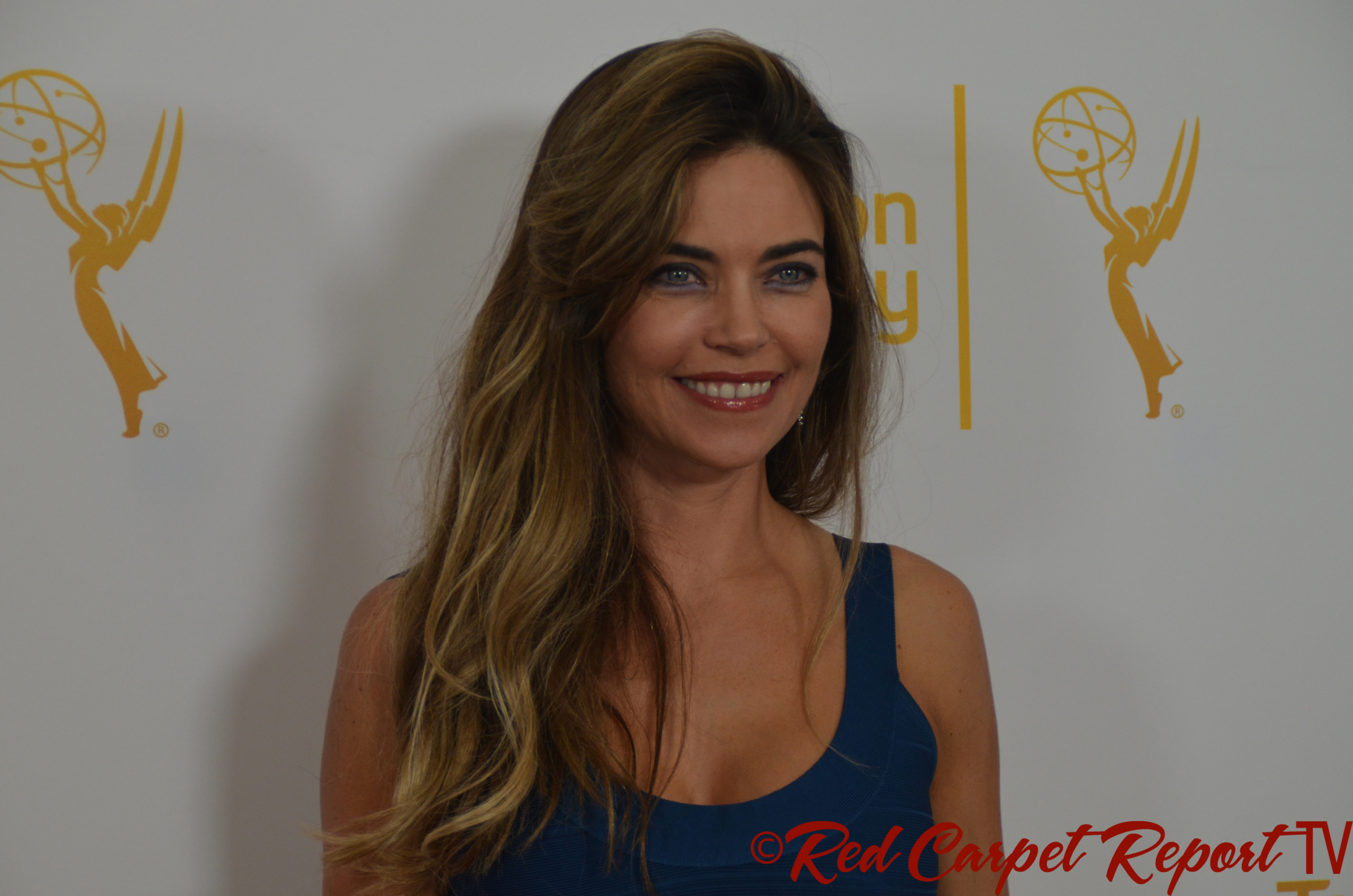
Actrice Amelia Heinle (1973)

- Pat Hennen (1953-2024), motorcoureur
- Lorenzo James Henrie (1993), acteur
- Charles Hickcox (1947-2010), zwemmer

## J
- Joanna Johnson (1961), actrice, schrijfster en televisieproducer

## M
- Cindy Hensley McCain (1954), zakenvrouw en filantrope
- Josh McDermitt (1978), acteur en komiek
- Brandon McNulty (1998), wielrenner
- Jody Miller (1941-2022), (country)zangeres

## N

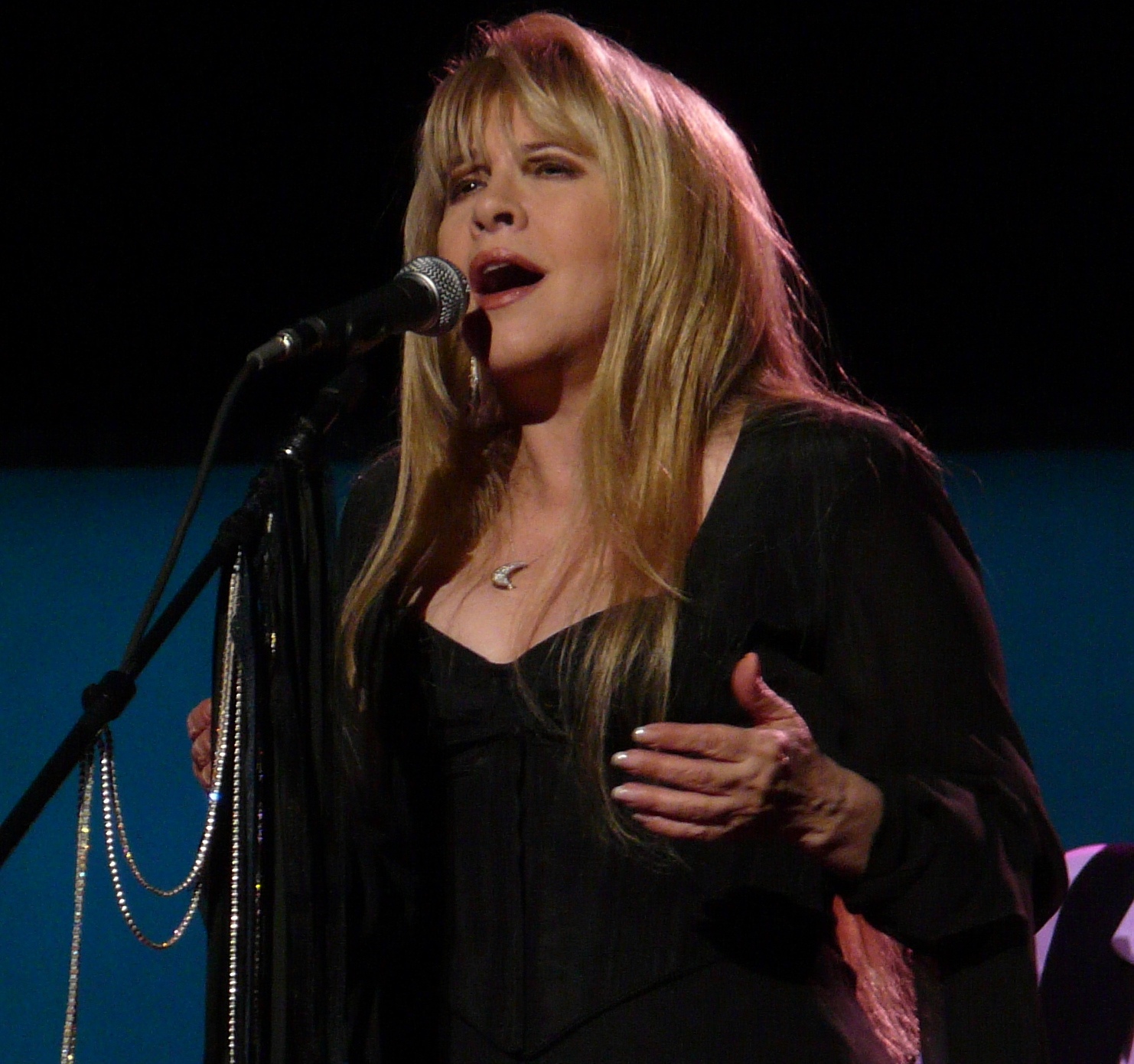
Zangeres Stevie Nicks (1948)

- Stevie Nicks (1948), zangeres

## O
- Dustin O'Halloran (1971), pianist en componist
- Ricky Ortiz (1975), Americanfootballspeler en professioneel worstelaar

## P
- Greg Proops (1959), acteur en stand-upcomedian

## R
- Richey Reneberg (1965), tennisser
- Buddy Rice (1976), autocoureur
- David Richardson (1955-2021), scenarioschrijver
- Haley Lu Richardson (1995), actrice
- Ashley Roberts (1981), zangeres en model
- Howard Roberts (1929-1992), gitarist
- Lisa Dean Ryan (1972), actrice

## S
- Alexandra Shipp (1991), actrice
- Steven Smith (1958), astronaut
- Jordin Sparks (1989), zangeres

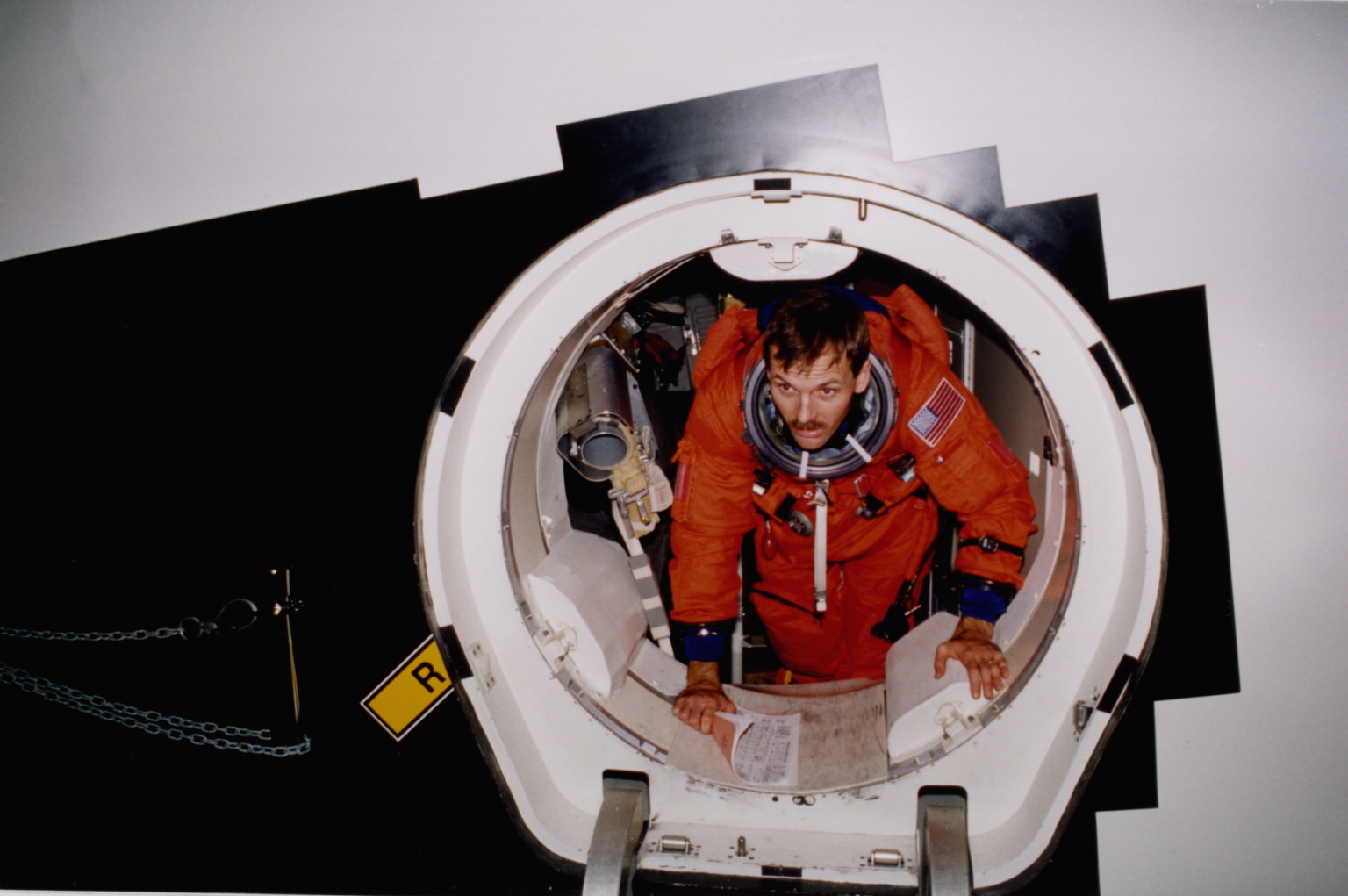
Astronaut Steven L. Smith (1958)

- Sarah Sponcil (1996), beachvolleyballer

## T
- Melody Thornton (1984), zangeres en danseres

## V
- Amber Valletta (1974), actrice en fotomodel

## W
- Wayne Weiler (1934-2005), autocoureur
- Lew Welch (1926-1971), dichter
- Vince Welnick (1951-2006), toetsenist
- Mare Winningham (1959), actrice
- Shannon Woodward (1984), actrice
- Martin Wright (1964), acteur en worstelaar